# 周濠
周濠（1414年—1473年），字文淵，浙江寧波府奉化縣人，民籍。明朝政治人物。進士出身。

## 生平
正統三年（1438年）戊午科浙江鄉試第二名舉人。正統四年（1439年）聯捷己未科會試第九十名，殿試登進士第三甲第十三名。正統六年授任湖广郴州永兴县知县，升知州。天顺五年（1461年）十一月升山东按察司佥事，成化七年（1471年）五月官至江西按察司副使。

## 家族
曾祖父周南四。祖父周叔榮。父亲周彥玉。母項氏。具庆下。兄周洧、周湧。